# Бернардо Тенгариня
Бернардо Давид Мендес Салгуейро да Кампос Тенгариня (на португалски: Bernardo David Mendes Salgueiro Campos Tengarrinha) е бивш португалски футболист, играещ на постовете централен защитник или дефанзивен полузащитник.

## Кариера
Юноша на Одивелаш Португалия от 1997 до 1998, след което играе и за школите на португалските грандове Бенфика Лисабон от 1998 до 2005 и Порто от 2005 до 2008. Подписва договор с Порто, след което е даван под наем на Ещрела Амадора Португалия през 2009, на Олянензе Португалия през сезон 2009/10, на Санта Клара Португалия през 2010 и на Витория Сетубал Португалия през 2011. През 2011 подписва постоянен договор с Витория Сетубал. През юли 2012 подписва договор с ЦСКА и остава до януари 2013, когато преминава във Фреамунде Португалия. През лятото на 2013 акостира в Чавес Португалия, а през лятото на 2014 се озовава в Боавишта Португалия. През юли 2017 е пред подпис с Политехника Яши Румъния, но не подписва след като обявява за открита левкемия.
Изиграва 4 мача за националния отбор на Португалия до 21 години.
През август 2018 започва работа като треньор в школата на Витория Сетубал Португалия.

## Заболяване и кончина
През октомври 2017 година Тангариня обявява, че временно спира да се състезава, поради открито по-рано през годината, че му е открита левкемия. През 2018 година стана посланик на инициативата за психично здраве, под егидата на Синдиката на португалските футболисти (SJPF).
Умира на 30 октомври 2021 г. от лимфом на Ходжкин, на 32 годишна възраст. Часове по-късно бившите му отбори ФК Порто и ФК Боавища му отдадоха почит преди местното дерби.